# LifeLines
LifeLines — вільне програмне забезпечення для генеалогії, інструмент для дослідження фамільної історії.
Lifelines спочатку було написане Tom Wetmore приблизно у 1991—1994 рр. Його первинні можливості — потужна мова сценаріїв та здатність легко імпортувати та експортувати інформацію у/з формату GEDCOM.
В даний час, LifeLines використовує текстовий інтерфейс.